# Braidwood (Illinois)
Pour les articles homonymes, voir Braidwood (homonymie).
Braidwood est une petite ville du comté de Will, dans l'Illinois, aux États-Unis. Elle est incorporée le 15 juillet 1873.

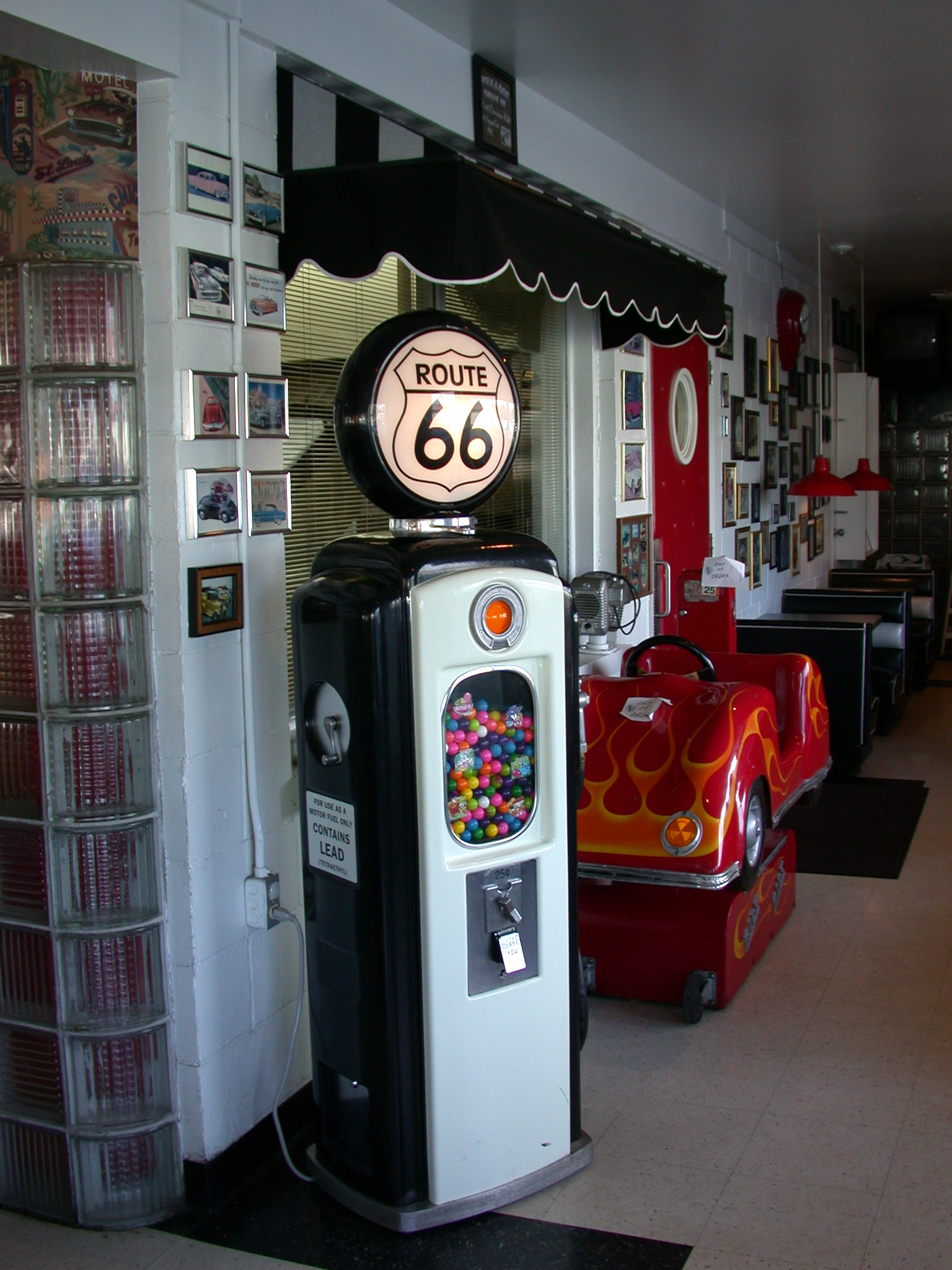
Distributeur automatique en forme de pompe à essence au Polk-A-Dot Drive-In à Braidwood.

## Démographie
Lors du recensement de 2010, la ville comptait une population de 6 191 habitants. Elle est estimée, en 2016, à 6 157 habitants.

## Source de la traduction
- (en) Cet article est partiellement ou en totalité issu de l’article de Wikipédia en anglais intitulé « Braidwood, Illinois » (voir la liste des auteurs).